# 代森多夫湖
代森多夫湖（德語：Deisendorfer Weiher），是德國的湖泊，位於該國西南部，由巴登-符騰堡州負責管轄，處於于伯林根，面積0.06平方公里，海拔高度452米，平均水深2米，最大水深4.1米，水體容量12.7萬立方米。